# Scienza delle religioni
La scienza delle religioni (anche scienza della religione, scienze delle religioni, scienze religiose) è la disciplina delle scienze umane che si occupa del fenomeno religioso, ovvero del sacro, avvalendosi dei contributi propri di altre discipline quali la storia, la pedagogia, la storia comparata, la storia delle religioni, l'antropologia, la sociologia, la linguistica, utilizzando metodi propri anche della fenomenologia e dell'ermeneutica.

## Definizione
Lo storico delle religioni italiano Giovanni Filoramo così la descrive:
(Giovanni Filoramo. Dizionario delle religioni. Torino, Einaudi, 1993, pag.685)
Sempre Filoramo così spiega l'uso del termine "scienza" in questo ambito:
(Giovanni Filoramo. Dizionario delle religioni. Torino, Einaudi, 1993, pag.685)

## La disciplina
Il termine "Scienza della religione", fu utilizzato per indicare una nuova disciplina del sapere nel XIX secolo dallo storico delle religioni e orientalista tedesco Max Müller (1823-1900) con la pubblicazione degli Essays on the Science of Religion (Londra, 1867) e l'Introduction to the science of Religion: Four Lectures (Londra, 1873).
Nel 1902 Marcel Mauss considerava tuttavia che:
(Sociologie et anthropologie, Parigi, 1950, pag.138)
A tal proposito, nel 1984, Jacques Vidal interveniva sostenendo che:
(Science des religions, in Dictionnaire des Religions, Presses Universitaires de France 1984. Trad. it. in Dizionario delle religioni. Milano, Mondadori, 2007)